# Rodanin
Rodanin, C3H3NOS2, är en 5-ledad heterocyklisk organisk förening som har en tiazolidinkärna. Det upptäcktes första gången 1877 av Marceli Nencki som gav den namnet Rhodaninsäure med hänvisning till dess syntes från ammoniumrodanid (i modern kemi ammoniumtiocyanat) och klorättiksyra i vatten.

## Egenskaper
Rodanin bildar blekgula kristaller som är explosiva vid snabb upphettning.

## Framställning
Rodanin kan framställas genom reaktion av koldisulfid, ammoniak och klorättiksyra, som fortskrider via en mellanliggande ditiokarbamat.

## Användning
Rodanin används vid organisk syntes, bl. a. för framställning av aminosyran fenylalanin.
Vissa rodaninderivat har farmakologiska egenskaper, exempelvis används epalrestat för att behandla diabetisk neuropati. De flesta är emellertid urskiljningslösa med dålig selektivitet, varför denna klass av föreningar betraktas med misstänksamhet av läkemedelskemister.